# فرانک شوغنسی جونیور
فرانک شوغنسی جونیور (انگلیسی: Frank Shaughnessy Jr.; ۲۱ ژوئن ۱۹۱۱ – ۱۲ ژوئن ۱۹۸۲) بازیکن هاکی روی یخ اهل کانادا بود.